# 黄圃镇 (乐昌市)
黄圃镇，是中华人民共和国广东省韶关市乐昌市下辖的一个乡镇级行政单位。

## 行政区划
黄圃镇下辖以下地区：
塘村街社区、塘村、东村、里村、新塘村、紫溪村、桃坪村、应山村、斗湾村、鱼池岭村和石溪村。